# Łatkowce
Łatkowce – wieś na Ukrainie w rejonie czortkowskim należącym do obwodu tarnopolskiego.
Wieś królewska Latkowce, położona była w pierwszej połowie XVII wieku w województwie podolskim.